# Amitostigma yueanum
Amitostigma yueanum är en orkidéart som beskrevs av Tang och Fa Tsuan Wang. Amitostigma yueanum ingår i släktet Amitostigma och familjen orkidéer. Inga underarter finns listade i Catalogue of Life.